# 캄포 데 푸트볼 데 바예카스
캄포 데 푸트볼 데 바예카스(스페인어: Campo de fútbol de Vallecas, 바예카스의 축구장)는 본래 누에보 에스타디오 데 바예카스(스페인어: Nuevo Estadio de Vallecas, 바예카스의 신구장)의 명칭으로 개장해 에스타디오 테레사 리베로(스페인어: Estadio Teresa Rivero, 테레사 리베로 경기장)의 명칭을 썼던, 스페인 마드리드의 푸엔테 데 바예카스 구에 있는 축구 경기장이다. 이 경기장은 현재 세군다 디비시온에 속해 있는 라요 바예카노의 안방으로 사용되고 있다. 이 경기장은 현재 14,708명을 수용할 수 있고, 1976년 5월 10일에 개장했다. 이 경기장은 1972년부터 1976년까지 지어졌는데, 바예카스의 축구장과 바예카스 교의 경기장(스페인어: Estadio Puente de Vallecas)이라는 명칭으로 알려져 있다.

## 2018년 임시 폐장
2018년 8월 27일, 이 경기장은 보수 작업이 끝날 때까지 축구 경기를 치를 수 없게 되었는데, 경기장주인 마드리드 주 정부가 시행한 진단 끝에 경기장의 일부분이 안전 기준에 미흡하다고 평가했기 때문이었다.

## 기타
바예카스의 축구장은 1940 코파 델 헤네랄리시모 결승전을 주최했는데, 당시 코파 델 레이는 프랑코 정권의 수장 프랑코의 호칭을 따서 명칭이 붙었다. 이 경기장은 마드리드의 위성 도시 참베리를 연고로 하는 라싱 마드리드와 후신 구단인 레크레아티바 참베리의 안방으로도 쓰였다. 아틀레티코 마드리드도 마찬가지로 스페인 내전이 종전되고서 1939년부터 1943년까지 메트로폴리타노 구장의 복구 공사로 인해 빌려 사용했다.
라요 바예카노는 다음과 같이 수 차례 명칭을 바꿨다:
| 연도      | 명칭                                                       |
| --------- | ---------------------------------------------------------- |
| 1924–1940 | 라스 에리야스 가의 구장 (Campo de la Calle de las Erillas) |
| 1940–1954 | 엘 로디발의 구장 (Campo de El Rodival)                     |
| 1957–1972 | 바예카스의 축구장 (Campo de Fútbol de Vallecas)            |
| 1972–1976 | 바예에르모소의 구장 (Campo de Vallehermoso)                |
| 1976–현재 | 바예카스의 축구장 (Campo de Fútbol de Vallecas)            |

마드리드의 체스 연맹 본부가 이 경기장 안에 있다. 같은 장소에 "엘 라요"라는 명칭으로 알려진 복싱 체육관도 있다.
1986년 8월 3일, 영국의 록 밴드 퀸이 경기장에서 매직 투어 공연을 이 경기장에서 했다. 이 콘서트는 원년 퀸 일원들이 뒤에서 세 번째로 한 공연이었다.

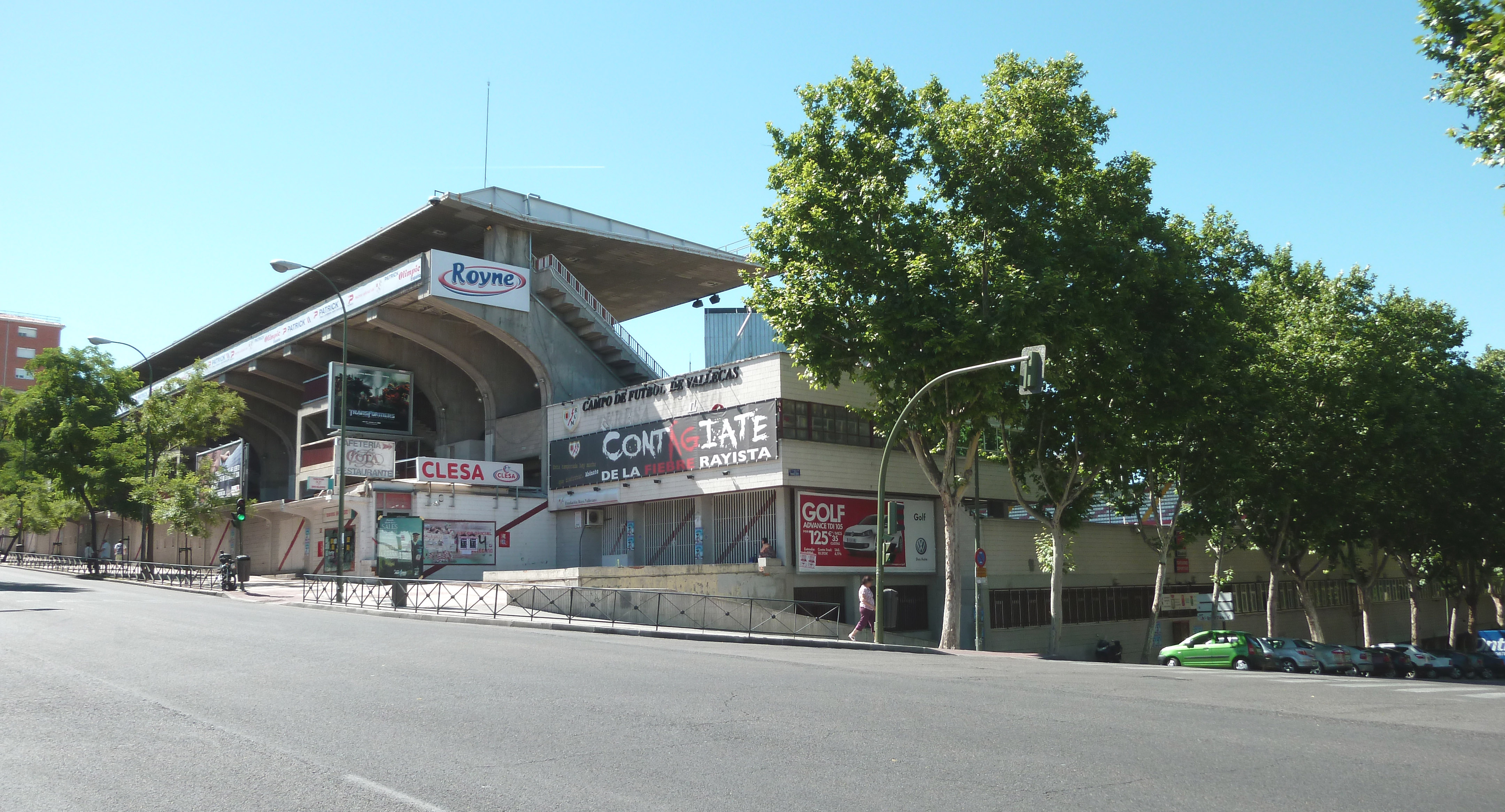
바예카스의 축구장 외부
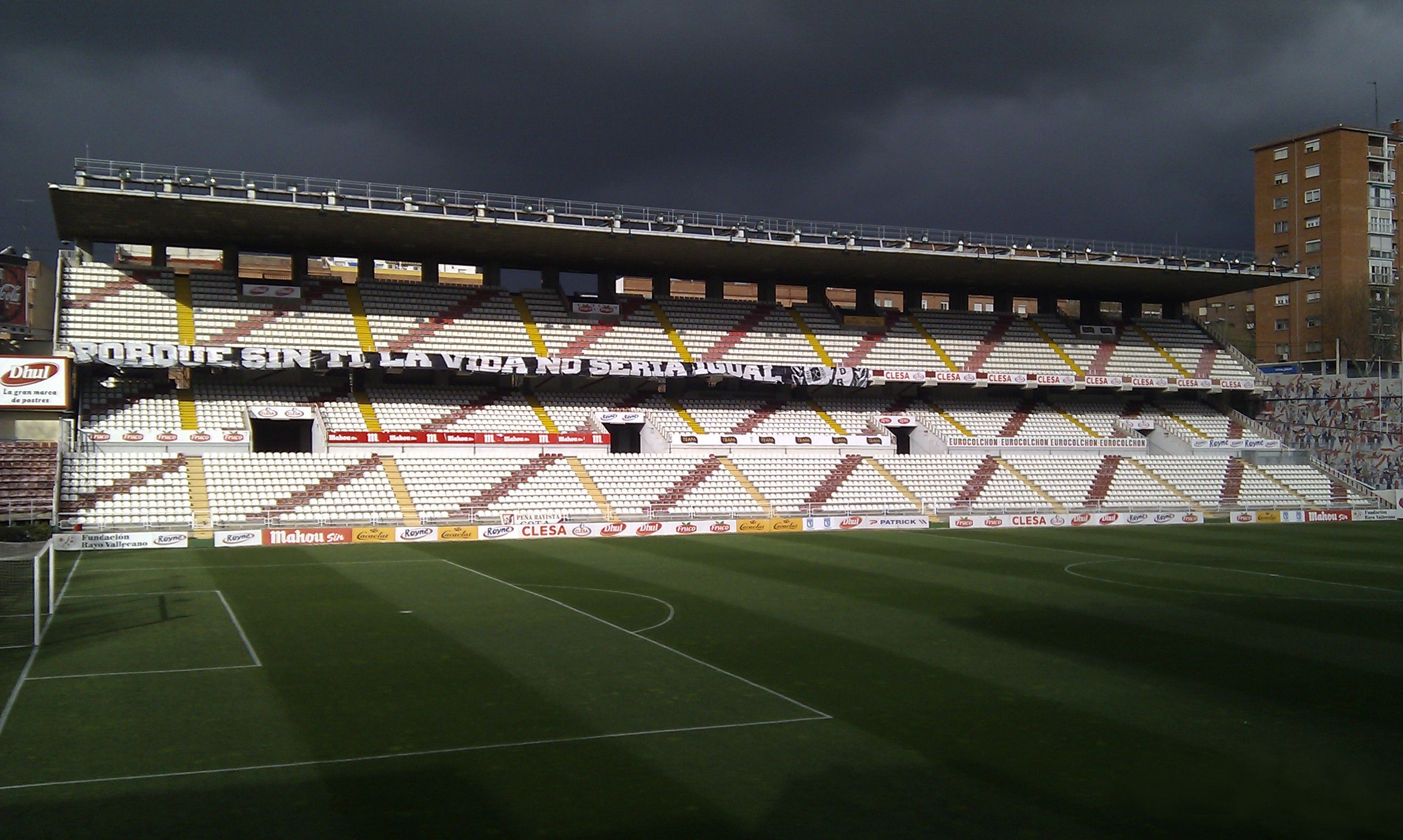
바예카스의 내부
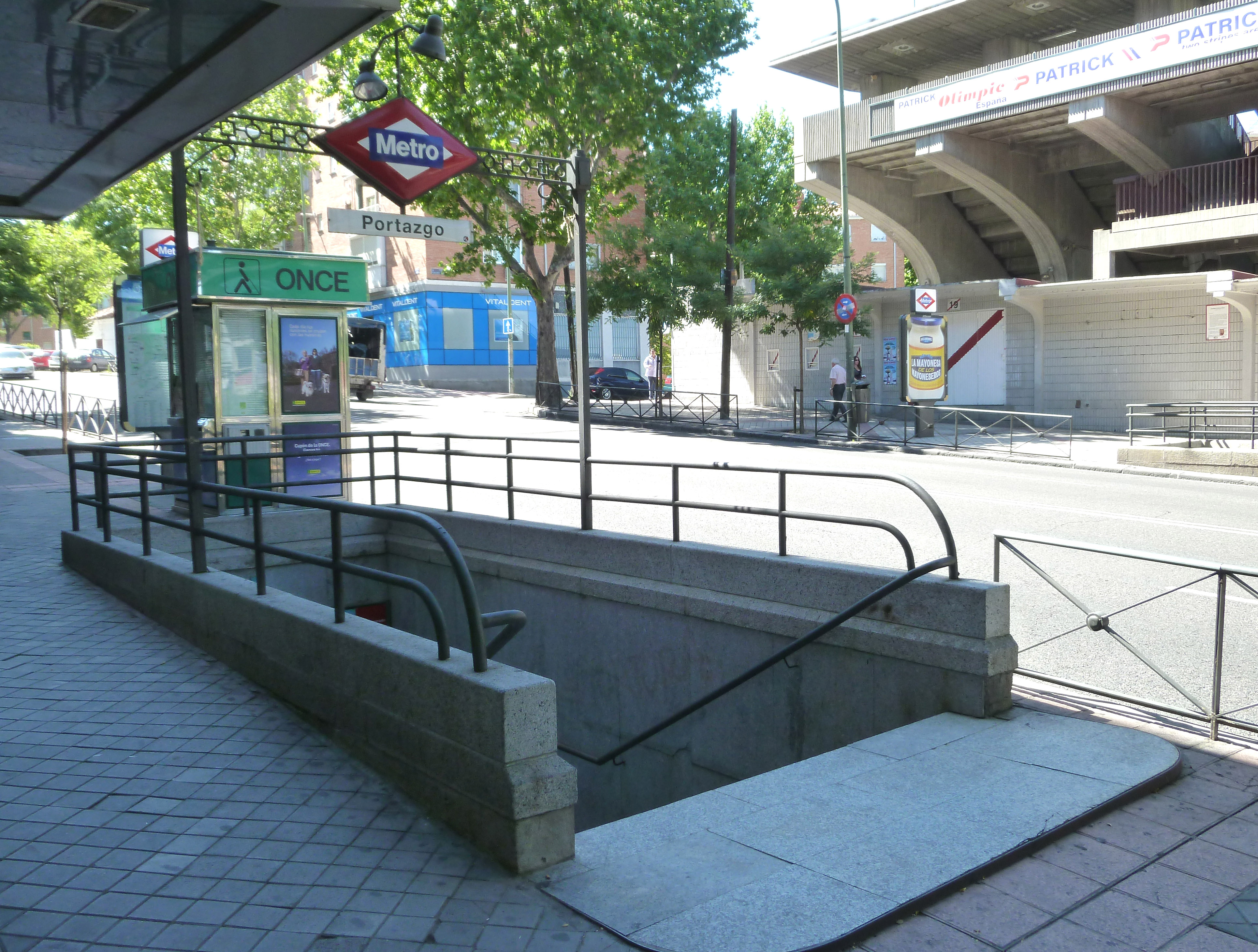
경기장에서 가장 가까운 역은 포르타스고 역으로, 출입구가 경기장 바로 옆에 있다